# Алін Тошка
Алін Тошка (рум. Alin Toșca, нар. 14 березня 1992, Александрія) — румунський футболіст, захисник клубу «Стяуа».

## Клубна кар'єра
Народився 14 березня 1992 року в місті Александрія. Вихованець футбольної школи клубу «Стяуа», після завершення якої почав виступати за другу команду «Стяуа».
Влітку 2010 року був відданий в оренду в «Унірю» (Урзічень), за яке дебютував в Лізі І 11 вересня 2010 року в матчі проти рідного «Стяуа» (1:0), зігравши 85 хвилин. Всього за сезон відіграв за клуб 18 матчів в чемпіонаті.
Влітку 2011 року «Уніря» була розформована, а Тошка, розірвавши контракт зі «Стяуа», став гравцем клубу «Сегята» з Ліги ІІ, де провів наступний сезон своєї ігрової кар'єри. Більшість часу, проведеного у складі команди, був основним гравцем захисту команди, зігравши у 23 матчах чемпіонату.
Влітку 2012 року Алін повернувся в елітний дивізіон, уклавши контракт з клубом «Вііторул», у складі якого провів наступні два роки своєї кар'єри гравця. Граючи у складі «Вііторула» також здебільшого виходив на поле в основному складі команди.
До складу рідного клубу «Стяуа» повернувся в липні 2014 року, підписавши чотирирічний контракт. Відтоді встиг відіграти за бухарестську команду 5 матчів в національному чемпіонаті.

## Виступи за збірну
2013 року залучався до складу молодіжної збірної Румунії. На молодіжному рівні зіграв у 4 офіційних матчах.

## Титули і досягнення
- Чемпіон Румунії (1):

Стяуа: 2014–15
- Володар Кубка Румунії (1):

Стяуа: 2014–15
- Володар Кубка румунської ліги (2):

Стяуа: 2014–15, 2015–16
- Чемпіон Греції (1):

ПАОК: 2018–19
- Володар Кубка Греції (1):

ПАОК: 2018–19